# Красиков, Пётр Ананьевич
Пётр Ана́ньевич Кра́сиков (5 (17) октября 1870, Красноярск, Российская империя — 20 августа 1939, Железноводск, СССР) — российский революционер, советский государственный и партийный деятель. 

## Биография

### До революции 1917 года
Родился 5 октября 1870 года в Красноярске в семье юриста. Дед — Василий Дмитриевич Касьянов был протоиереем Красноярского Богородице-Рождественского кафедрального собора.
В 1891 году, после окончания Красноярской гимназии, Красиков поступил в Петербургский университет. В университете включается в политическую жизнь.
В 1892—1893 годах дважды посещал Швейцарию, встречался с российскими марксистами, познакомился с деятелями группы «Освобождение труда» — Г. В. Плехановым, П. Б. Аксельродом и В. И. Засулич.
29 марта 1894 года, через день после возвращения из-за границы, Красиков был арестован. Его держали в Доме предварительного заключения, а затем в одиночной камере Трубецкого бастиона Петропавловской крепости.
В ноябре 1894 года сестра Красикова Евгения добилась разрешения взять его на поруки, и 30 декабря 1894 года Пётр Ананьевич приехал в Красноярск. Позднее было прислано извещение петербургского жандармского управления о высылке его под гласный надзор полиции на 3 года по месту жительства родителей, то есть в Красноярск.
Красиков устраивается на работу в Ангарское пароходство на должность приемщика грузов.
В 1895 году, несмотря на полицейский надзор, Красиков сумел создать первый в Красноярске марксистский кружок среди учащихся фельдшерско-акушерской школы.
В 1895 году по пути в ссылку в Красноярск приезжает Ленин. Красиков знакомится и сближается с Лениным.
Вместе с Лениным участвовал во встречах с политическими ссыльными, жившими в Красноярске или останавливавшимися здесь проездом. Встречался с товарищами Ленина по Петербургскому «Союзу борьбы». Встречал приходящие в Красноярск партии ссыльных, помогал им.
За переписку и связь с политическими ссыльными Красикову был продлен срок гласного надзора полиции ещё на один год, до 30 августа 1899 года. В декабре 1899 года Красиков избрал местом жительства Псков, там вошёл в местную группу искровцев. Занимался нелегальной перевозкой «Искры» из Германии в Россию. Был под судом в Германии, где его защищал Карл Либкнехт. Осуждён, но выпущен под залог.
В 1903 году на II Съезде РСДРП представлял Киевский комитет, вместе с Лениным и Плехановым, вошёл в состав бюро Съезда.
В 1905 году Красиков заведовал агитационным отделом Петербургского комитета партии. На III съезде РСДРП был делегатом с совещательным голосом.

### Во время и после революции
В дни Февральской революции 1917 года принимал участие в организации Петроградского Совета рабочих и солдатских депутатов.
После революции занимал должность председателя военно-следственной комиссии по борьбе с контрреволюцией и спекуляцией при Военно-Революционном комитете Петроградского Совета.
C 1918 года — заместитель Наркома юстиции. Один из организаторов атеистического воспитания в СССР. Вместе с М. В. Галкиным стал инициатором создания журнала «Революция и церковь», был ответственным редактором и автором статей этого журнала.
В 1922 году выступал обвинителем на Петроградском процессе, который приговорил к казни православного митрополита Вениамина (Казанского) и архимандрита Сергия (Шеина) (причислены Русской Православной Церковью к лику святых). Деятельности Красикова по организации репрессий против Русской православной церкви посвящена большая часть статьи о нём в Православной энциклопедии.
С 21 марта 1924 года по 17 августа 1933 года — прокурор Верховного суда СССР. В этом качестве во главе комиссии посетил Соловецкий лагерь особого назначения, после чего опубликовал в журнале «СЛОН» статью «Соловки», тенденциозный отчёт о своих впечатлениях.
С 1933 года — заместитель председателя Верховного суда СССР. Выступал как оппонент Вышинского.
Был делегатом многих съездов партии, членом ВЦИК и ЦИК СССР ряда созывов. Принимал участие в разработке Конституции РСФСР 1918 года и СССР 1924 и 1936 годов.
20 августа 1939 года умер в Железноводске, где находился на лечении, и был там похоронен на «Аллее памяти», на улице Ленина.

## Сочинения
- Письмо к товарищам о Втором съезде Р. С.-Д. Р.П. / Павлович [псевд.]; РСДРП. — Женева : тип. Партии, 1904. — 24 с.
- Женщина, религия и коммунизм. — Революция и церковь № 2 1919. — стр. 1-2
- Религиозная хитрость. (Письмо в редакцию). — Революция и церковь № 2 1919. — стр. 23-25
- Крестьянство и религия. (Доклад по религиозному вопросу на съезде коммунаров, в декабре 1919 года) — Революция и церковь № 6-8 1919. — стр. 1-15
- Советская власть и церковь. — М.: Нар. ком. юст., 1920. — 8 с. (Антирелигиозная библиотека журнала «Революция и церковь» Вып. 1).
- Крестьянство и религия : [Доклад по религиозному вопросу на Всерос. съезде коммун и артелей 5-го дек. 1919 г.]. — М.: Нар. ком. юст., 1920. — 16 с. (Антирелигиозная библиотека журнала «Революция и церковь» Вып. 4).
- Слово к военнопленным / А. Павлович. — Одесса : Всеукриздат. [Одес.] губ. отд-ние, 1920. — 8 с.
- Кому помогают те, кто противится обмену церковных ценностей на хлеб для голодающих / П. Красиков ; Главполитпросвет. — М.: ГИЗ, 1922. — 16 с.; 17 см.
- На церковном фронте. (1918—1923). — М.: Юрид. изд-во Наркомюста, 1923. — 311 с.
- Избранные атеистические произведения / [Ред. коллегия: … д-р философ. наук, проф. А. Ф. Окулов (пред.) и др.]. — М. : Мысль, 1970. — 270 с. : ил. (Научно-атеистическая б-ка/ Акад. обществ. наук при ЦК КПСС. Ин-т науч. атеизма).

## Память
В Красноярске в 1970 году в доме, где жил П. А. Красиков и бывали многие революционеры, был организован дом-музей (современный адрес ул. Ленина, 124). 
Именем П. А. Красикова названы улицы в Красноярске (бывшая 15-я Продольная), Железноводске. С 1963 по 1992 имя Красикова носила также улица в Москве, вошедшая затем в состав Нахимовского проспекта. В память об этом на доме 56 по Нахимовскому проспекту размещена мемориальная доска. В Кривом Роге с 1975 года по 2016 год была улица Красикова (бывшая Канадская, с 2016 года улица Василия Скопенко). В 1973 году на Щецинской судоверфи имени А. Варского (ПНР) был построен теплоход «Петр Красиков» серии «Ленинская грвардия», порт приписки Таллин (после 1991 года был несколько раз переименован, списан в 2000 году).